# Picha
Picha (pseudoniem van Jean-Paul Walravens (Brussel, 2 juli 1942) is een Belgisch animator, cartoonist, scenarioschrijver en filmregisseur. Hij staat vooral bekend om zijn tekenfilms voor volwassenen, waarvan Tarzoon, de schande van de jungle (1975) de bekendste is.

## Biografie
Picha studeerde aan het St. Lucas Instituut voor Plastische kunsten. Vanaf 1960 werkte hij als cartoonist en illustrator voor de bladen La Libre Belgique, Pan, Hara-Kiri, Pardon, Harpes, National Lampoon en The New York Times...
Tegen het einde van de jaren 60 werkte hij aan een rubriek van de RTB (nu RTBF) rond popmuziek, genaamd Vibrato.
Hierna gaf hij verschillende stripalbums uit, waaronder Picha au Club Méditerranée (1971) en Persona non grata (1975). Hierna richtte hij zich op animatiefilms voor volwassenen. Zijn debuutfilm, Tarzoon, de schande van de jungle (1975) was een pornografische parodie op Tarzan en werd een onverwacht internationaal succes. De film werd gevolgd door de prehistorische fabel The Missing Link (1979), die voor het Festival van Cannes werd genomineerd in 1980 en de Prix de la Fondation Philip Morris voor film. Hierna maakte hij de animatiefilm The Big Bang (1984-1986).
In 1985 speelde hij een rol in de kortfilm Fumeurs de charme van Frédéric Sojcher, met Serge Gainsbourg en Bernard Lavilliers. Hier verscheen later in 1991 een remake van, genaamd: Requiem pour un fumeur.
Hierna wijdde Picha zich lange tijd aan het schrijven van scripts voor televisieseries. Hij maakte onder meer de tekenfilmreeksen Zoo Olympics (1990-1991), Zoo Cup (1992-1993) en Les Jules... Chienne de vie (1995).
In 2007 bracht hij een nieuwe langspeelanimatiefilm uit, ditmaal een pornografische versie van het verhaal van Sneeuwwitje: Blanche-Neige, la suite. De film werd door hemzelf gepresenteerd als het officiële vervolg op de klassieke animatiefilm van Walt Disney. De stemmen werden onder meer verzorgd door Cécile de France en Jean-Paul Rouve.

## Filmografie

### Langspeelanimatiefilms
- Cartoon Circus, co-regie met Benoît Lamy (1972)
- Tarzoon, de schande van de jungle, co-regie met Boris Szulzinger (1975)
- The Missing Link (1980)
- Le Big Bang (1987)
- Sneeuwwitje, de sequel (2007)

### Tekenfilmseries
- Zoo Olympics (1992)
- Zoo Cup (1994)
- Les Jules... Chienne de vie (1996)

### Illustraties
- Cover voor het blad National Lampoon (Vol. 1 No. 5, Paranoia) (Augustus1970)
- Tekst This Is the Way the World Ends van Nicholas Fish in het bladNational Lampoon (Vol. 1 No. 5, Paranoia) (Augustus 1970)
- Editoriaal voor het blad National Lampoon (Vol. 1 No. 33, Easter) (December 1972)
- Filmaffiche voor Home Sweet Home (La Fête à Jules), door Benoît Lamy (1973)
- Illustraties voor Bruxelles, Guide Tendancieux van Pierre Bartier - Éditions Marc Vokaer (1974)
- Filmaffiche voor Des Morts, documentaire over dodenrituelen van Thierry Zéno, Jean-Paul Ferbus en Dominique Garny (1979)